# Przywołówki
Przywołówki, przywołówki szymborskie, przywoływki dyngusowe – kujawski zwyczaj wielkanocny, obchodzony od połowy XIX w. w pierwsze święto Wielkanocy w Szymborzu – obecnej dzielnicy Inowrocławia.
Wieczorem w niedzielę wielkanocną mieszkańcy wsi zbierali się na centralnym placu, a kawalerowie udawali się na podwyższenie, skąd wygłaszali wierszyki na temat okolicznych panien. W przywołówkach również stwierdzano, ile wody będzie wylane na poszczególne panny w lany poniedziałek.

## Tradycja
Zwyczaj został zapoczątkowany w 1832 lub 1833 roku, początkowo obejmował teren Kujaw, później charakterystyczny wyłącznie dla Szymborza. Przywołówki polegały na symbolicznym kojarzeniu par. Wybrany chłopak wspinał się na drzewo lub dach i przywoływał panny słowami:
Pierwszy numer ode dwora, jest tam dziewczyna ładno, urodno, do ludzi podobno...
Zadaniem chłopaków (kawalerów) było wykupienie panien za pomocą podarunków, takich jak wóz piachu czy grzebień.
Najstarsze zachowane przywołówki z zapisów Stowarzyszenia Klubu Kawalerskiego:
- przywołówka z 1946 roku: potrzeba tam na nią Atlantyk wody i dwie grace, niech sobie tam wykołacze, ta co obcych kawalerów szanuje, a szymborskich chłopców krytykuje,
- przywołówka z 1954 roku: Szybko chodzi, wolno wpada, taka marynarska zasada. Miał chęci służyć w marynarce, tylko że miał przy nogach za duże palce, a pod stopami dostał odparzenia i do cywila przeniesienia. Do pracy się nie chwyta, bo mówi, że to rzecz nabyta. Lepiej jest ręce w kieszeni schować, i po Racicach sobie często spacerować. Huligan Szymborski[3]

## Czasy współczesne
Współcześnie przywołówki są organizowane przez Stowarzyszenie Klubu Kawalerskiego. Chłopcy „przywołują” ze specjalnej konstrukcji, tzw. „szubienicy”. W kolejnych przywołówkach zmieniają się numery domów i nazwisko właściciela, po czym następuje prezentacja dziewczyny. Liczba wiader, beczek czy butelek wody, ręczników haftowanych i wyszywanych, zawartych w wierszyku, jest miarą sympatii. Na koniec podaje się nazwisko kawalera, który ma wykupić pannę.
Obecnym prezesem Stowarzyszenia Klubu Kawalerskiego jest Tomasz Rolirad.